# 인우보증
인우보증(隣友保證)이란, 다른 사람의 어떤 법률적 행동에 대해 보증을 서준다는 의미이다. 현재는 개명이나 성정정허가에서 많이 볼 수 있다.

## 부동산 매매
인우보증은 부동산 매매시, 등기필증이 없는 경우 이 부동산이 매도인의 소유임을 보증한다는 뜻을 기재하고 기명날인하고 인감증명을 첨부하여 보증하는 제도이다. 부동산을 파는 경우, 팔려고 하는 목적물이 매도인의 소유임을 보증하기 위하여 그 내용을 기재하여 성년(成年) 2명이 보증하는 방법으로 사용된다.
부동산등기법이 개정되어 폐지되었다. 등기필증을 분실했을 경우에는, 등기의무자에 대한 확인서면을 받는 것으로 제도가 바뀌었다.

## 출생신고
병원에서 태어난 아이의 경우 의사의 출생증명서를 제출한다. 하지만 집에서 출산한 아이의 출생신고시, 성인 2명의 보증을 받는 것을 인우보증(隣友保證)이라고 한다. 성인 2명이 보증하기만 하면 출생신고가 되기 때문에 영아유기, 불법입양, 외국인 불법국적 취득 등 각종 범죄에 악용되어 유전자 검사로 친자녀 여부가 확인되고, 지문 조회로 외국인이 아님이 확인될 경우에만 가정법원에서 출생신고를 허가해주는 것으로 가족관계의 등록 등에 관한 법률이 개정되었다.

## 회사 입사
회사 입사시 성인 2명이 보증을 서주는 신원보증을 인우보증이라고 부르기도 한다.

## 같이 보기
- 신원보증
- 성정체성
- 개명

## 참조
1. ↑  인우보증 폐지됐지만…출생 미신고는 못 막는다 2016-05-20 http://m.news1.kr/articles/?2668189